# Mario Clash
 (octobre 2019).
Si vous disposez d'ouvrages ou d'articles de référence ou si vous connaissez des sites web de qualité traitant du thème abordé ici, merci de compléter l'article en donnant les références utiles à sa vérifiabilité et en les liant à la section « Notes et références ».
Mario Clash est un jeu vidéo de plate-forme sorti sur Virtual Boy en 1995 par Nintendo. Il s'agit en fait d'une adaptation de Mario Bros. en 3D où le joueur y incarne Mario.

## Scénario
La Clash House Tower a été envahie par des monstres. C'est à Mario qu'on confie la tâche de les en évacuer. Mais la tour est difficile d'accès et Mario est contraint de se battre dans de grandes pièces constituées de longues plates-formes, ainsi que dans la tuyauterie.

## Système de jeu
Conçu par Nintendo of America, le jeu possède 100 niveaux au total. Passé la barre des 60 niveaux accomplis, les ennemis deviennent de plus en plus rapides. Le lancer de carapaces de Koopa nécessite un bon timing. Une grande dextérité est nécessaire pour toucher les ennemis. Un mini jeu bonus est présent, et consiste à sautiller d'un bout à l'autre d'une rue pour attraper des pièces qui défilent rapidement à 3 mètres au-dessus du sol. Le jeu ne contient pas de niveau final, lorsque les 100 niveaux sont finis, le jeu recommence avec un niveau de difficulté supplémentaire. La version japonaise du jeu contient moins de 50 niveaux.